# 이상미의 러브셰이크
이상미의 러브셰이크는 2010년 8월 2일부터 2012년 4월 15일까지 2년간 경인방송 iTVFM에서 가수 이상미의 진행으로 매일 밤 10시부터 밤 12시까지 방송했던 라디오 프로그램이다.

## 코너

### 매일 코너
- 한 줄 일기장

### 요일별 코너
- 월요일 : 라디오 문자투표 - 공감
- 화요일 : 라이브 On Air - 라이브 오네여
- 수요일 : 실제 상황, 즉석러브코치
- 목요일 : 퀴즈! 공부합시다
- 금요일 : 흔들어주세요 / 책·공연 소개 / 셰이크 한 잔 하실래요?
- 토요일 : 차트 셰이크
- 일요일 : 소중한 선택, 꿈을 펼쳐라 - 푸른 꿈을 현실로 / 뮤직 러브장 / 셰이크 한 잔 하실래요?